# アカシジミ属
アカシジミ属（アカシジミぞく、Japonica）は、チョウ目（鱗翅目）シジミチョウ科ミドリシジミ亜科ミドリシジミ族を分類する属の１つである。

旧北区（東アジア、北アジア、中央アジア、中東、ヨーロッパ、ユーラシア大陸、北アフリカ）地域の東部に生息する。
ウラナミアカシジミ属の和名も使われる。

## 種および亜種
本属を分類する種および亜種は以下のとおり。

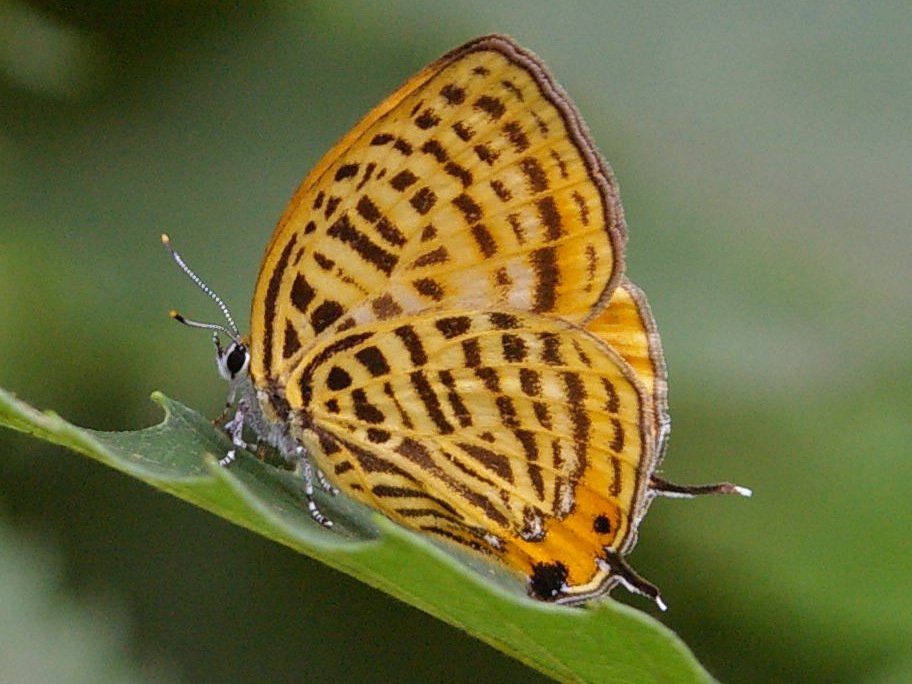
ウラナミアカシジミ
(Japonica saepestriata)

和名はShiraiwa 1996-2021 及び 日本産蝶類和名学名便覧 2010-2013による。
- Japonica bella Hsu, 1997
  - Japonica bella lao Koiwaya, 2000 ラオス北部
  - Japonica bella myanmarensis Koiwaya, 2000 ミャンマー
- Japonica lutea (Hewitson, 1865) アカシジミ 中国北部、北朝鮮、韓国
  - Japonica lutea lutea 日本
  - Japonica lutea adusta (Riley, 1939) 中国四川省, チベット東部
  - Japonica lutea dubatolovi Fujioka, 1993 ロシアアムール州, ウスリー川（ロシア、中国）
  - Japonica lutea gansuensis Murayama, 1991
  - Japonica lutea patungkoanui Murayama, 1956 台湾
  - Japonica lutea tatsienluica (Riley, 1939) 中国四川省
- Japonica onoi Murayama, 1953 キタアカシジミ（カシワアカシジミ） 日本、北朝鮮、韓国
  - Japonica onoi inomatai Fujioka, 1993
  - Japonica onoi onoi ウスリー川南, 日本
  - Japonica onoi mizobei (Saigusa, 1993) 本州
- Japonica saepestriata (Hewitson, 1865) ウラナミアカシジミ 中国東北部、北朝鮮、韓国、日本
  - Japonica saepestriata saepestriata ウスリー川, 日本
  - Japonica saepestriata gotohi Saigusa, 1993 本州 - 紀伊半島南部亜種
  - Japonica saepestriata takenakakazuoi Fujioka, 1993 中国中央部